# Mikel Huerga
Mikel Huerga Leache (Pamplona, 22 de diciembre de 1989) es un jugador de ajedrez español que tiene el título de Gran Maestro desde 2021. En la lista de Elo de la Federación Internacional de Ajedrez (FIDE) de agosto de 2015 tenía un Elo de 2436 puntos, lo que le convertía en el jugador número 59 (en activo) de España. Su máximo Elo fue de 2463 puntos, en la lista de enero de 2010.

## Resultados destacados en competición
Mikel Huerga empezó a jugar al ajedrez a los seis años en Pamplona. Su palmarés consta de dos subcampeonatos (2004 y 2006) y dos campeonatos (2005 y 2007) de Navarra, subcampeón del XVI Torneo Internacional Paz de Ziganda (2006), subcampeón del Magistral B del XVI Torneo Ciudad de Pamplona (2006) —con el que obtuvo la primera norma de Maestro Internacional—, campeón del VII Torneo Internacional de Mondariz —que le permitió alcanzar la segunda norma—, campeón en la categoría sub-18 de España (2007) y tercero de España Zona Norte (2007).
En 2012 fue campeón absoluto del País Vasco, en 2014 fue tercero por detrás de Santiago Gónzalez y Salvador Gabriel Del Río Angelis y en 2015 alcanzó el subcampeonato, a un solo punto del campeón Santiago González. En septiembre de 2015 fue tercero en el Campeonato de España absoluto celebrado en Linares con 7 puntos de 9 posibles, los mismos puntos que el campeón Paco Vallejo pero con peor desempate.